# Зельончин (Куявсько-Поморське воєводство)
Зельончин (пол. Zielonczyn, нім. Grünberg) — село в Польщі, у гміні Сіценко Бидґозького повіту Куявсько-Поморського воєводства.
Населення — 558 осіб (2011).
У 1975-1998 роках село належало до Бидгощського воєводства.

## Демографія
Демографічна структура станом на 31 березня 2011 року:
|          | Загалом | Допрацездатний вік | Працездатний вік | Постпрацездатний вік |
| -------- | ------- | ------------------ | ---------------- | -------------------- |
| Чоловіки | 304     | 73                 | 207              | 24                   |
| Жінки    | 254     | 45                 | 163              | 46                   |
| Разом    | 558     | 118                | 370              | 70                   |